# Daniella Rush
Daniella Rush (pseudonimo di Daniela Motliková; Susice, 17 settembre 1976) è un'ex attrice pornografica ceca, la cui carriera fu interrotta nel 2002 a causa di un incidente stradale che la rese invalida; dopo il ritiro forzoso dall'attività di attrice è divenuta medico ospedaliero a Praga.

## Biografia
Ha fatto il proprio ingresso nel mondo del porno dopo aver lavorato in sex club nell'Europa dell'est; accanto ad altre attrici ceche come Monica Sweetheart, Lea De Mae e Silvia Saint, Daniella Rush fece parte della prima leva di porno star provenienti dall'Est Europa che contribuirono a determinare rilevanti cambiamenti stilistici dei film per adulti statunitensi.
Come molte compatriote, Daniella Rush ha mantenuto il proprio aspetto naturale, evitando di ricorrere a mastoplastiche, tatuaggi o piercing eccessivi e grotteschi. Una delle prime scene interpretate da Daniella Rush si trova nel film World Sex Tour #19, dove era oggetto di penetrazioni sia da Lexington Steele sia da Mark Davis, in una performance estrema che si concludeva con la doppia penetrazione finale.
Un'altra performance particolarmente significativa di Daniella risale al 2000 quando, durante un episodio del film Matador 3 per la produzione della Private Media Group, fu oggetto di doppia penetrazione anale, performance all'epoca assai rara nel cinema porno europeo. Le performance di Daniella includono: foto solo, sesso lesbo, sesso anale e, spesso, sesso interrazziale. Il sito IAFD segnala come Daniela Rush abbia partecipato ad almeno 138 film porno; di questi non meno di 59 includono scene di sesso anale.
Studente in medicina ai tempi dell'attività pornografica, rimase paralizzata nel 2002 a causa di un incidente stradale che le procurò danni alla colonna vertebrale; terminati gli studi conseguì l'abilitazione a medico generico e lavora in ospedale a Praga.

## Riconoscimenti
- 2001
  - Hot d'or alla miglior esordiente europea per Orgie en noir[4]

## Filmografia parziale
- Chasin' Pussy (1999)
- World Sex Tour 19: Cannes, France (1999)
- True Anal Stories 6 (1999)
- North Pole #12 (1999)
- Nasty Nymphos 27 (1999)
- Gangbang Auditions 3 (1999)
- Joker 1: Die sperma klinik (1999)
- La Dresseuse (1999)
- Le Principe de Plaisir (1999)
- Up and Cummers 75 (1999)
- Big Babies in Budapest 4 (1999)
- Blowjob Fantasies 10 (1999)
- California Cocksuckers 11 (1999)
- Down The Hatch 2 (1999)
- The AcadémyPirate Video DeLuxe 11 (2000)
- The Bride Wore Black (2000)
- Please 6 (2000)
- Pornocide (2000)
- Private Penthouse 5 - Italian Flair (2000)
- Private XXX 10 (2000)
- Real Female Masturbation 9 (2000)
- 2 Cocks in the Same Hole (2000)
- Ass Lovers 2 (2000)
- La Fille du batelier (2001)
- 12 Strokes to Midnight (2001)
- 4 Finger Club 15 (2001)
- Anal Addicts 2 (2001)
- Ass to Mouth 2 (2001)
- Balls Deep 2 (2001)
- Down The Hatch 7 (2001)
- Euro Angels Hardball 4, 6 (2001)
- Exposed (2001)
- Filthy Little Whores (2001)
- Gang Bang Angels 8 (2001)
- Gangland 24
- Orgie en noir (2001)
- Sodomania Orgies 3 (2001)
- The Best by Private 27 - Anal Toppers (2001)
- University Co-ed 31 (2001)
- The Best by Private 17: 2 Cocks in the Same Hole (2001)
- Smokin' 4 (2002)
- Specs Appeal 5 (2002)
- Sweet Cheeks (2002)
- World Class Ass (2002)
- Anal Princess (2003)
- The private life of Lea De Mae (2003)
- Girls Who Cum Hard (2003)
- Nuttin' Hunnies (2004)
- The Best by Private 59: Cum Suckers (2004)
- The Art of Anal 1 (2004)